# Eomicrobiotherium
Eomicrobiotherium es un género extinto de marsupiales microbioterios de la familia Microbiotheriidae. Sus fósiles proceden del Eoceno Inferior de la Antártida y del Eoceno Superior al Mioceno Inferior de Argentina, lo que demuestra la irradiación de este grupo de marsupiales desde el este al oeste de Gondwana.